# Percy Hynes White
Percy Hynes White (San Juan de Terranova; 8 de octubre de 2001) es un actor canadiense, conocido por su papel como Xavier Thorpe en la serie Wednesday.

## Carrera
En marzo de 2017, se dio a conocer su participación en el piloto de una serie de Fox que se situaría en el universo X-Men. En mayo del mismo año, se confirmó que la serie The Gifted se estrenaría en 2017.
En 23 de noviembre de 2022 se unió al elenco de Wednesday junto con la protagonista actriz Jenna Ortega y en el 2023 ambos filmaron una película juntos llamado Winter Spring Summer or Fall.

## Vida personal
Hynes White es hijo de Joel Thomas Hynes, un novelista, director, músico y actor, y de Sherry White, actriz y escritora, ambos de origen canadiense. Percy estudió dos años en la escuela de teatro de San Juan de Terranova.
En el año 2024 fue despedido de la serie Wednesday tras haber sido acusado de abuso sexual por una mujer, que alega que los hechos se dieron en una fiesta en Toronto.

## Filmografía

### Cine
| Año  | Título                                  | Papel            | Notas |
| ---- | --------------------------------------- | ---------------- | ----- |
| 2008 | Down to the Dirt                        | Keith            |       |
| 2009 | Crackie                                 | Delivery         |       |
| 2011 | Forty-Five & Five                       | Barnaby          |       |
| 2012 | Winners                                 | Max              |       |
| 2013 | La gran seducción                       | Murray           |       |
| 2013 | Little Man                              | Boy              |       |
| 2014 | Cast No Shadow                          | Jude             |       |
| 2014 | Night at the Museum: Secret of the Tomb | C.J. Fredericks  |       |
| 2015 | A Christmas Horror Story                | Duncan           |       |
| 2016 | Rupture                                 | Evan             |       |
| 2016 | Backcountry                             | Caleb Baker      |       |
| 2016 | Milton's Secret                         | Carter           |       |
| 2016 | First Round Down                        | Matthew Tucker   |       |
| 2017 | Dust                                    | Logan            |       |
| 2018 | Age Of Summer                           | Minnesota        |       |
| 2018 | Ecos en la oscuridad                    | Matt             |       |
| 2018 | Primera llegada                         | Oscar            |       |
| 2022 | I Like Movies                           | Matt Macarchuck  |       |
| 2022 | Secretos de familia                     | Joshua           |       |
| 2024 | My Old Ass                              | Chad             |       |
| 2024 | Winter Spring Summer or Fall            | Barnes Hawthorne |       |

### Televisión
| Año       | Título                       | Papel           | Notas            |
| --------- | ---------------------------- | --------------- | ---------------- |
| 2013      | The Slattery Street Crockers | Joey Crocker    |                  |
| 2014      | Rookie Blue                  | Daniel Hollot   |                  |
| 2015      | Odd Squad                    | Odie            |                  |
| 2015      | Defiance                     | Monguno Ksaruko |                  |
| 2014–2015 | Murdoch Mysteries            | Simon Brooks    |                  |
| 2015      | Saving Hope                  | Aidan           | 1 episodio       |
| 2016      | 11.22.63                     | Randy           |                  |
| 2015–2016 | Between                      | Harrison        |                  |
| 2017–2019 | The Gifted                   | Andy Strucker   | Elenco principal |
| 2021      | Them                         | Boy             | Elenco Principal |
| 2021-2023 | Pretty Hard Cases            | Elliot Wazowski | Protagonista     |
| 2022-2023 | Wednesday                    | Xavier Thorpe   | Protagonista     |